# Frodromia
Frodromia is een geslacht van kreeftachtigen uit de klasse van de Malacostraca (hogere kreeftachtigen).

## Soorten
- Frodromia atypica (Sakai, 1936)
- Frodromia reticulata (Sakai, 1974)